# Osmodrama
Osmodrama (von griech. osme (Geruch) und altgriechisch dráma (Handlung)) bezeichnet zum einen die Darbietung von olfaktorischer Kunst mittels der Geruchsorgel Smeller 2.0, zum anderen das für die Vorführung ins Leben gerufene Festival Osmodrama – Storytelling with Scents, welches erstmals im Sommer 2016 in Berlin stattfand.
Schöpfer und Initiator ist der projektleitende Künstler Wolfgang Georgsdorf.

## Geschichte
Mit Osmodrama startete Wolfgang Georgsdorf 2012 ein umfangreiches Projekt, in dem Gerüche als Kunst umgesetzt werden. Die eigentlichen Anfänge seiner Geruchskunst reichen bis zur Entstehung des Smeller in das Jahr 1990 zurück. Osmodrama ist eine experimentelle Kunstform, die mit den technischen Möglichkeiten des Smeller korreliert.
Als weiterführendes Projekt wird Osmodrama größtenteils über Spenden finanziert und ist als Osmodrama e. V. im Vereinsregister eingetragen.

## Das Festival
Das erste Festival für Geruchskunst Osmodrama – Storytelling with Scents fand vom 15. Juli 2016 bis zum 18. September 2016 in der St.-Johannes-Evangelist-Kirche in Berlin-Mitte statt. Innerhalb des Festivals konnten die Besucher unterschiedliche Inszenierungen von Geruchssequenzen als Kunst erleben. Zum Programm gehörten Lesungen, Konzerte, Filme, Workshops, Panel-Diskussionen mit internationalen Kunst- und Kulturschaffenden sowie Wissenschaftlern. Als geruchsbegleitete Filme wurden Die andere Heimat – Chronik einer Sehnsucht von Edgar Reitz, Continuity von Omer Fast und No(i)se von Wolfgang Georgsdorf gezeigt.
Weitere Mitwirkende des Festivals waren unter anderem Eva Mattes, Carl Stone, Julia Kissina, Nikola Madzirov, Hanns Hatt, Geza Schön, Stephen Crowe, Berlin Improvisers Orchestra, Simon van der Geest, Phill Niblock, Sam Auinger, Aisha Orazbayeva, Tom Jackson, Samuel Stoll, Filip Caranica.
Das Festival Osmodrama – Storytelling with Scents (Programm Management: Bernadette Klausberger) wurde in Kooperation mit dem internationalen Literaturfestival Berlin, dem Radialsystem V, durch Sponsoren wie die Schering Stiftung und einem Crowdfunding umgesetzt.

## Osmodrama in den Medien
Über Osmodrama wird national und international berichtet. Unter anderem in der Zeit, in der Süddeutschen Zeitung, im Deutschlandfunk, in der Sendung Titel-Thesen-Temperamente oder in Science ORF.

## Auszeichnungen
Am 6. Mai 2017 zeichnete das US-amerikanische 'Institute for Art and Olfaction' Osmodrama mit dem Sadakichi-Award für experimental work with scent aus.
Die Jury des Dresdner Zentrums für Wissenschaft und Kunst nominierte am 22. Juni 2017 Osmodrama – Smeller – Osmodrom für den Kunst- und Wissenschaftspreis 2017.